# 사카에촌 (돗토리현 히노군)
사카에촌(栄村)은 돗토리현 히노군에 있던 촌이다. 현재의 호키정의 일부에 해당한다.